# Jeronimo Clifford

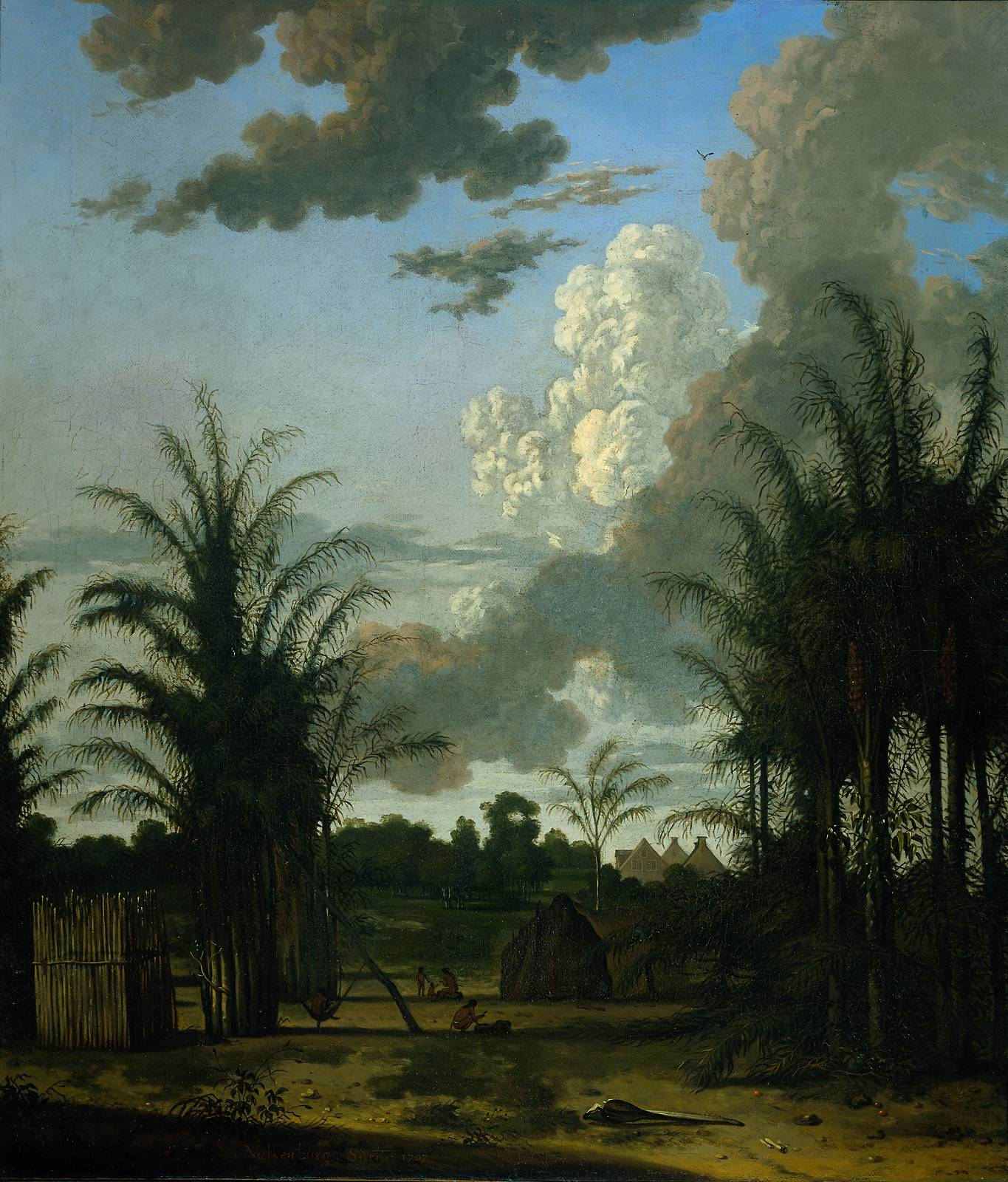
Plantage in Suriname door Dirk Valkenburg (1707)

Jeronimo, Jeronimy of Hierome Clifford was de eigenaar van de grootste plantage in Suriname, genaamd Courcabo. De plantage had naast een woning voor de opzichter, een molen en een ketelhuis, een stal voor het (pluim)vee, 22 hutten voor 117 slaven en leverde destijds ongeveer 6% van alle suiker. De plantage, waarvan de geschiedenis tussen 1675 en 1737 niet helemaal duidelijk is, stond in de 17e eeuw op naam van Abraham Schoors, zijn weduwe Dorothea Matson, (mogelijk ook op naam van interim-gouverneur Pieter Versterre) en vader en zoon Andrew (Andreas) en Jeronimo Clifford. Jeronimy Clifford raakte in 1689 in moeilijkheden met de gouverneur Johan van Scharphuizen, nadat zijn vader het land had verlaten en de zaken aan zijn zoon had overgedragen. Het verloop heeft kwaad bloed gezet, want er is door hem jarenlang geprocedeerd, zodat er door de Engelsen zestig jaar later nog aan werd gerefereerd.

## Geschiedenis
Na de overname van Suriname door de Zeeuwen wilden van de 120 Engelse families er 80 vertrekken. Ze kregen zes maanden de tijd. In 1675 vertrokken 116 Engelsen met 381 slaven naar Jamaica, waaronder de familie Clifford. Clifford en zijn zoon keerden een jaar later terug naar Suriname, toen de geldschieter niet wilde uitbetalen.
In 1683 is Jeronimy in het huwelijk getreden met de Engelse Dorothea Matson, die na de dood van Abraham Schoors, eigenares van de plantage Courcabo was geworden. Hij reisde op en neer naar Amsterdam en tekende protest over de behandeling van zeelieden door de schipper. (De juiste volgorde van bovenstaande feiten is nog onduidelijk). In 1685 kocht Jeronimo Clifford een plantage op Jamaica; in Paramaribo werd hij beboet. In 1687 deed hij een nieuwe poging zijn bezit naar Jamaica over te brengen. In 1689 werd hij opgesloten in Fort Sommelsdijck. In 1692 werd hij veroordeeld tot de strop, maar de straf is omgezet in zeven jaar gevangenschap. Clifford kreeg toestemming om op eigen kosten binnen de muren een huisje te bouwen. Door tussenkomst van de stadhouder werd hij in 1695 vrijgelaten. Van Scharphuizen werd teruggeroepen en is opgevolgd door Paul van der Veen.
In 1695 kocht hij een verlaten plantage in Jamaica, maar aan de gang van zaken werd in Engeland getwijfeld. Tussen 1696 en 1700 verbleef Clifford in Amsterdam en liet ettelijke akten opmaken waarin hij 224.718 gulden schadevergoeding van de Sociëteit van Suriname eiste. Hij tekende protest aan bij de koning van Engeland en refereerde aan de overeenkomsten tussen Engeland en de Republiek, opgesteld bij de Vrede van Breda in 1667 en de Vrede van Westminster (1674).
In 1700 kreeg hij toestemming zijn goederen en slaven uit Suriname te transporteren, maar eiste een aanmerkelijk hoger bedrag, namelijk 342.693 gulden als schadevergoeding. In 1702 bood hij een petitie aan de Engelse koningin Anna van Groot-Brittannië met betrekking tot zijn zaak tegen de directeuren van de Sociëteit van Suriname. De raadpensionaris Anthonie Heinsius gaf hem weinig kans en vond dat hij niet in Engeland, maar in Holland een proces moest aangaan. In 1704 werd hij opnieuw opgesloten vanwege zijn schulden, ditmaal in de gevangenis van Fleet Street. In 1704, 1705, 1711, 1713, 1714, 1715 en 1720 protesteerde hij opnieuw. Sir Robert Walpole adviseerde hem af te zien van verdere claims bij de Staten-Generaal.
Jeronimo Clifford is in 1737 gestorven, mogelijk bij een bakker nabij Charing Cross, waar hij in 1727 op kamers woonde. In 1760 publiceerden zijn erfgenamen een pamflet vol met details over de zaak en informatie over het dagelijkse leven in Suriname. The Case of Andrew Clifford, and Jeronomy Clifford, late planters in Surinam. Respecting certain claims on the Dutch Government. Zijn familie was woonachtig in Kent.